# Разлив (Калінінградська область)
Разлив (рос. Разлив) — селище Славського району, Калінінградської області Росії. Входить до складу Ясновського сільського поселення.
Населення — 24 особи (2015 рік).

## Населення
| 2002 | 2010 |
| ---- | ---- |
| 29   | ↘24  |